# Lanistes intortus
Lanistes intortus là một loài ốc nước ngọt cỡ lớn, là động vật chân bụng sống dưới nước động vật thân mềm có mang và nắp (động vật chân bụng)|nắp ốc thuộc họ Ampullariidae.
Đây là loài đặc hữu của Cộng hòa Dân chủ Congo.
Chúng thường được tìm thấy ở độ cao từ 0 đến 490 m (1,608 ft), sống trong hoặc xung quanh vùng nước lợ. Loài này khá đặc trưng bởi vỏ ốc 30 mm, màu nâu nhạt với các xoắn ốc nhỏ và tối màu.